# Muzeum Nożyczek w Tarnogrodzie
Muzeum Nożyczek w Tarnogrodzie – muzeum położone w Tarnogrodzie, działające przy Miejskiej Bibliotece Publicznej, mieszczącej się w budynku dawnej synagogi.

Herb Tarnogrodu

Muzeum powstało w 2012 roku, a inspiracją do jego powstania był herb Tarnogrodu - gryf trzymający nożyczki. Jego założycielką była dyrektor biblioteki, Joanna Puchacz. Początki kolekcji dały nożyczki przekazane przez Witolda Tchórzewskiego, dyrektora Europejskiego Centrum Bajki im. Koziołka Matołka w Pacanowie.
W kolekcji muzeum znajduje się ok. 150 nożyczek, w tym nożyce krawieckie, techniczne, chirurgiczne, kosmetyczne, fryzjerskie, nożyczki do bonsai, do jajek czy służące do obcinania kocich paznokci. Eksponaty pochodzą w większości z darowizn osób prywatnych.